# فيرتشايلد 82
فيرتشايلد 82 (بالإنجليزية: Fairchild 82)‏ هي طائرة منافع، أحادية السطح، بمحرك واحد. أنتجت في كندا. من صناعة فيرتشايلد للطائرات المحدودة. كان أول طيران لها في 6 يوليو 1935. صنع منها 24 طائرة.